# Blå strandlöpare
Blå strandlöpare (Bembidion assimile) är en skalbaggsart som beskrevs av Leonard Gyllenhaal 1810. Den ingår i släktet Bembidion och familjen jordlöpare.

## Beskrivning
En liten jordlöpare med en kroppslängd mellan 3 och 3,5 mm. Täckvingarna är svarta med ljusa tecken.

## Ekologi
Den blå strandlöparen är fuktighetskrävande och förekommer vid sjöstränder och andra stillastående eller långsamflytande sötvattenssamlingar, på skyddade, grusiga eller klippiga havsstränder, gärna dolda under sjögräs, samt på våtmarker. Arten är ett rovdjur.

## Utbredning
Utbredningsområdet utgörs av större delen av Europa österut till västra Sibirien. Den finns också i Nordafrika.
I Sverige finns den från Skåne till Värmland, Västmanland och Uppland. I Finland förekommer den sällsynt längs sydkusten, från Åland till Helsingforsområdet.

## Status
Arten är klassificerad som livskraftig i både Sverige och Finland.